# Francis Demarthon
Francis Demarthon (ur. 8 sierpnia 1950 we Frangy) – francuski lekkoatleta (sprinter), medalista mistrzostw Europy.
Specjalizował się w biegu na 400 metrów. Zajął 4. miejsce na tym dystansie na halowych mistrzostwach Europy w 1974 w Göteborgu.
Na mistrzostwach Europy w 1974 w Rzymie zajął 4. miejsce w sztafecie 4 × 400 metrów (w składzie: Jean-Claude Nallet, Daniel Vélasques, Jacques Carette i Demarthon), a w finale biegu na 400 metrów zajął 8. miejsce. Zdobył srebrny medal w 4 × 400 metrów oraz zajął 4. miejsce w biegu na 400 metrów na igrzyskach śródziemnomorskich w 1975 w Algierze. Zdobył srebrny medal w biegu na 400 metrów na halowych mistrzostwach Europy w 1977 w San Sebastián.
Zdobył brązowy medal w biegu na 400 metrów na mistrzostwach Europy w 1978 w Pradze, a francuska sztafeta 4 × 400 metrów zajęła w finale 6. miejsce. Zwyciężył w biegu na 400 metrów i w sztafecie 4 × 400 metrów na igrzyskach śródziemnomorskich w 1979 w Splicie.
Wystąpił na igrzyskach olimpijskich w 1980 w Moskwie, gdzie odpadł w ćwierćfinale biegu na 400 metrów, a także zajął 4. miejsce w sztafecie 4 × 400 metrów (biegła w składzie: Jacques Fellice, Robert Froissart, Didier Dubois i Demarthon).
Był mistrzem Francji w biegu na 400 metrów w 1973, 1974, 1978 i 1979 oraz wicemistrzem w 1977, a także mistrzem w hali w 1974 i wicemistrzem w 1977.
Rekordy życiowe Francisa Demarthona:
| Konkurencja        | Data i miejsce          | Wynik   |
| ------------------ | ----------------------- | ------- |
| bieg na 400 metrów | 25 września 1979, Split | 45,89 s |